# Ferdinand Chop
Johann Günther Friedrich Wilhelm Ferdinand Chop (* 23. Dezember 1802 in Sondershausen; † 5. Januar 1879 ebenda) war ein Richter und Politiker im Fürstentum Schwarzburg-Sondershausen.

## Leben
Chop war der Sohn des Pfarrers in Berka (vor 1803: Konrektor an der Stadt- und Landschule in Sondershausen) Johann Adolph Chop (1769–1849) und dessen Ehefrau Adolphina Christiane Augusta geb. Chop (1774–1845). Die Mutter Adolphina und der Vater Joh. Adolph hatten den gemeinsamen Großvater Adolph Friedrich Chop (ca. 1702–1783). Der Vater war ein Onkel des „Märzministers“ Friedrich Chop; die Mutter war eine Schwester des hochrangigen Regierungsmitglieds Karl Christian Ferdinand Chop.
Chop war evangelisch-lutherischer Konfession und heiratete am 22. April 1838 in Frankenhausen Ferdinande Emilie Louise Hankel (* 17. Mai 1810 in Göllingen; † 23. März 1888 in Sondershausen). Das Ehepaar hatte (mindestens) fünf überlebende Kinder: Minna (* 24. Januar 1839), Carl (* 12. März 1842), Adolph (* 3. Februar 1844), Helene (* 18. Dezember 1847), Richard (* 16. April 1853).
Chop studierte zunächst Theologie in Jena und (ab Mai 1821) in Göttingen und anschließend, ab Mai 1824, Jura. Er war ab Februar 1826 als Regierungsadvokat in Sondershausen tätig. Im April 1837 wurde er als Fiskal für die Unterherrschaft eingesetzt; ab Oktober war er zusätzlich Gerichtshalter bei den Uckermannschen Gerichten in Bendeleben. Bei der Aufhebung der Patrimonialgerichtsbarkeit wurde er zum Juli 1850 als Amtmann im Justizamt von Sondershausen übernommen. 1852 wurde er Kreisgerichtsrat am gemeinschaftlichen Kreisgericht Sondershausen. Zum 1. Juli 1868 trat er in den Ruhestand.
Chop wurde 1866 mit dem Schwarzburgischen Ehrenkreuz  III. Klasse ausgezeichnet.
Chop war Mitglied des ‚zur Vereinbarung der Verfassung berufenen Landtags‘ des Fürstentums mit Sitzungen vom 4. Juni 1849 bis zum 16. März 1850. Dort war er auch Mitglied des Landtagsausschusses und stellvertretender Landtagssyndikus.

## Nachweise
1. ↑  Die Angabe der Vornamen (nach Pfarrerbuch S. 114) ist zweifelhaft. In privaten und regierungsamtlichen Veröffentlichungen wurde nur „Ferdinand“ gebraucht (Ausnahme: die Matrikel von Jena und Göttingen, s. u.). In Chops Kirchenamtsangaben kam „Ferdinand“ nicht vor.
2. ↑  Todesanzeige in Regierungs- und Nachrichtsblatt für das Fürstenthum Schwarzburg-Sondershausen vom 7. Januar 1879, S. 12.
3. ↑  Todesanzeige in Fürstlich Schwarzb. Regierungs- und Intelligenz-Blatt vom 28. Juli 1849, S. 358.
4. ↑  Todes- und Dankesanzeige in Regierungs- und Nachrichtsblatt für das Fürstenthum Schwarzburg-Sondershausen vom 27. und 29. März 1888, S. 147 und 152.
5. ↑  Heiratsmitteilung in Fürstlich Schwarzb. Regierungs- und Intelligenz-Blatt vom 23. Juni 1838, S. 212.
6. ↑  Kirchenamtsangabe in Fürstlich Schwarzb. Regierungs- und Intelligenz-Blatt vom 23. März 1839, S. 94.
7. ↑  Kirchenamtsangabe in Fürstlich Schwarzb. Regierungs- und Intelligenz-Blatt vom 4. Juni 1842, S. 208.
8. ↑  Kirchenamtsangabe in Fürstlich Schwarzb. Regierungs- und Intelligenz-Blatt vom 23. März 1844, S. 108.
9. ↑  Kirchenamtsangabe in Fürstlich Schwarzb. Regierungs- und Intelligenz-Blatt vom 8. April 1848, S. 131.
10. ↑  Kirchenamtsangabe in Fürstlich Schwarzb. Regierungs- und Intelligenz-Blatt vom 23. Juli 1853, S. 330.
11. ↑  Eingeschrieben am 29. April 1820 (Matrikel der Universität Jena 1801–1854, S. 137), mit der Namensangabe „Günth. Ferdin. Chop“.
12. ↑  Die Matrikel der Georg-August-Universität zu Göttingen 1734–1837. 1937, S. 646 und 713, mit der Namensangabe „Günther Ferdinand Chop“.
13. ↑  Regierungs- und Intelligenz-Blatt vom 11. Februar 1826, S. 49.
14. ↑  Fürstlich Schwarzb. Regierungs- und Intelligenz-Blatt vom 16. April 1837, Nr. 16, entsprechend dem neuen Gesetz über die Rechtsmittel in Strafsachen, §70–97.
15. ↑  Fürstlich Schwarzb. Regierungs- und Intelligenz-Blatt vom 29. Oktober 1837, S. 361.
16. ↑  Gesetzestext in Fürstlich Schwarzb. Regierungs- und Intelligenz-Blatt 1849 Nr. 26.
17. ↑  Fürstlich Schwarzb. Regierungs- und Intelligenz-Blatt vom 22. Juni 1850, S. 262.
18. ↑  Fürstlich Schwarzb. Regierungs- und Intelligenz-Blatt vom 11. September 1852, S. 319.
19. ↑  Der Deutsche. Sondershäuser Zeitung 1868 Nr. 78.
20. ↑  Der Deutsche. Sondershäuser Zeitung 1866 Nr. 95.
21. ↑  Fürstlich Schwarzb. Regierungs- und Intelligenz-Blatt vom 26. Mai 1849, S. 249.
22. ↑  Sitzungsprotokolle vom 8. und 12. Juni 1849, S. 31 und 39.

| Personendaten    | Personendaten |
| ---------------- | --- |
| NAME             | Chop, Ferdinand |
| ALTERNATIVNAMEN  | Chop, Johann Friedrich Wilhelm; Chop, Friedrich Wilhelm; Chop, G. Fr. W.; Chop, J. H. Fr. W.; Chop, Günther Ferdinand |
| KURZBESCHREIBUNG | deutscher Richter und Politiker                                                                                       |
| GEBURTSDATUM     | 23. Dezember 1802 |
| GEBURTSORT       | Sondershausen |
| STERBEDATUM      | 5. Januar 1879 |
| STERBEORT        | Sondershausen |